# Equação de Lamm
A equação de Lamm descreve a sedimentação e difusão de um soluto sobre ultracentrifugação em células do tipo setor tradicional.  (Células de outras formas requerem equações mais complexas)
A equação de Lamm pode ser escita:
{\displaystyle {\frac {\partial c}{\partial t}}=D\left[\left({\frac {\partial ^{2}c}{\partial r^{2}}}\right)+{\frac {1}{r}}\left({\frac {\partial c}{\partial r}}\right)\right]-s\omega ^{2}\left[r\left({\frac {\partial c}{\partial r}}\right)+2c\right]}
onde c é a concentração do soluto, t e r são o tempo e o raio e os parâmetros D, s, e {\displaystyle \omega } representam a constante de difusão do soluto, coeficiente de sedimentação e velocidade angular do rotor, respectivamente.
O primeiro e sgundo tempo no lado direito da equação de Lamm são proporcionais a D e {\displaystyle s\omega ^{2}}, respectivamente, e descrevem o processos de difusão e sedimentação. Considerando que sedimentação procura concentrar o soluto próximo a região externa do raio da célula, a difusão procura igualar a concentração do soluto em toda a célula. A constante de difusão D pode ser estimada a partir do raio hidrodinâmico e da forma do soluto, enquanto que a massa dinâmica {\displaystyle m_{(}b)} pode ser determinada a partir do razão de s e D
{\displaystyle {\frac {s}{D}}={\frac {m_{b}}{k_{B}T}}}
onde {\displaystyle k_{B}T} é a energia térmica, i.e., a constante de Boltzmann {\displaystyle k_{B}} multiplicada pela temperatura T em kelvin.
Soluto moleculares não conseguem passar através das paredes interiores e exteriores da célular, resultando em condições de contorno na equação de Lamm
{\displaystyle D\left({\frac {\partial c}{\partial r}}\right)-s\omega ^{2}rc=0}
no raio inteno e externo, {\displaystyle r_{a}} e {\displaystyle r_{b}},
respectivamente. Ao centrifugar a amostra com uma velocidade angular constante {\displaystyle \omega } e observando a variação na concentração {\displaystyle c(r,t)}, pode-se estimar os parâmetros s e D e, portanto, a massa dinâmica e a forma do soluto.